# يوهان جوزيف شيرير
يوهان جوزيف شيرير (بالألمانية: Joseph von Scherer)‏ (و. 1814 – 1869 م) هو كيميائي، وطبيب، وأستاذ جامعي ألماني، ولد في أشافنبورغ، كان عضوًا في الأكاديمية البافارية للعلوم والعلوم الإنسانية، توفي في فورتسبورغ، عن عمر يناهز 55 عاماً.